# Aristolochia labiata
Aristolochia labiata é uma espécie de planta da família das aristoloquiáceas, conhecida popularmente por papo-de-peru, caçaú e jarrinha.
A planta está descrita na Flora Brasiliensis de Martius.

## Descrição
É uma trepadeira de flores grandes de cor marrom, suja forma lembra o papo de peru.

## Propriedades medicinais
O chá feito com raízes e sementes é diurético, depurativo, estimulante, emenagogo, carminativo.